# Брауншвайг
 Тази статия е за града в Германия.  За историческата държава вижте Херцогство Брауншвайг.  
Брауншвайг (на немски: Braunschweig) е град в северна Германия в югоизточната част на провинция Долна Саксония.
С население от около 248 867 жители към 31 декември 2010 г. е вторият по големина град в Долна Саксония след столицата Хановер. Площта му е 192,15 км², а гъстотата на населението – 1295 д/км².

## История
Градът е основан през IX век. Под управлението на Хайнрих Лъв през XII век се превръща в голям търговски център, а през XIII век влиза в средновековния съюз „Ханза“. До 1946 г. Брауншвайг е столица на едноименната държава и по-късно провинция. През 1946 г. влиза в територията на новоустроената провинция на ФРГ Долна Саксония.

## Личности, родени в
- Норберт Шулце (1911-2002), немски композитор на филмова музика;
- Рикарда Хух (1864-1947), немска поетеса и романистка;
- Рихард Дедекинд (1831 – 1916), математик
- Фридрих Герстекер (1816-1872), немски пътешественик и писател, живял и починал в Брауншвайг, от 1982 г. има негов музей в града.
- Карл Фридрих Гаус (1777-1855), немски математик и физик със значителен принос в различни области. Известен като „Принц на математиците“